# Hittin' the Trail for Hallelujah Land
Hittin' the Trail for Hallelujah Land es un cortometraje de Merrie Melodies dirigido por Rudy Ising (no acreditado), producido por Leon Schlesinger Producciones, Warner Bros. Pictures y The Vitaphone Corporation, y estrenado en los teatros el 28 de noviembre de 1931. La historia se centra en los esfuerzos del valiente Piggy para rescatar a su novia y a su perruno Tío Tom de peligros y villanías. El corto es un retrato de estereotipos de la raza negra, lo cual provocó que la compañía United Artists retuvieran el corto desde la sindicalización en 1968, haciéndolo el primero de la infame lista de los Once Censurados. Este fue el segundo Merrie Melodies en ser liberado de la retención y censura.

## Resumen
Hittin' the Trail for Hallelujah Land tiene una narrativa rudimentaria, diferente a la mayoría de las animaciones de Merrie Melodies de ese tiempo, que apenas tienen algún argumento. La historia es protagonizada por un pseudo "Mickey Mouse" (el cerdito Piggy), su novia Fluffy, y el perruno Tío Tom. La película abre con el canto que sale de un barco de vapor, el cual navega río abajo; en la cubierta, tres cómicos blackface interpretan este canto que le otorga el título al corto, haciendo uso de armónica, banjo y huesos. Entretanto, Tío Tom lleva a Fluffy hacia el barco por la ribera del río, en una carreta tirada por un burro. La escena cambia, y nos muestra a Piggy al timón del navío, lo cual es reminiscencia de una secuencia de la película de Disney estrenada en 1928: Steamboat Willie.  Fluffy se reúne con su novio, y aborda el barco, integrándose a la fiesta de la ahora más numerosa tripulación del barco a vapor. Pero durante el jolgorio, Piggy cae por la borda. El cerdito Piggy tiene que huir de un caimán que le persigue mientras trata de regresar a nado hasta la embarcación. De un salto, Piggy regresa y se reúne con Fluffy. Por otra parte, el burro de Tío Tom empuja a este, sin intención, a un cementerio. Allí, hacen el gag estereotipado del hombre negro supersticioso, amedrentado por tres esqueletos que bailan y son algo agresivos. Este baile es reminiscencia de aquel en el corto de Disney de 1929: El Baile del Esqueleto. Tom huye hacia el río, pero la barca que coge no tiene fondo y empieza a ahogarse; de inmediato, Piggy salta a socorrerle y le salva la vida. Sin embargo, mientras, uno del grupo de vodevil trata de secuestrar a su porcino amor. Piggy captura al villano con el gancho de la grúa de un aserradero desde la orilla, y deja al villano torturándose sobre una sierra circular. Esta escena marca la segunda y última aparición de los caracteres Piggy y Fluffy, quienes celebran desde la cubierta mientras se cierra la pantalla y se acaba el corto.

## Distribución
Hittin' the Trail for Hallelujah Land fue estrenada el 28 de noviembre de 1931 por Warner Bros. El copyright de este corto animado expiró en 1959, convirtiéndolo en un cortometraje de dominio público. Aun así, este cortometraje fue retenido evitando su distribución desde 1968. El grupo United Artists se adueñó de los derechos de muchos cartoons de Looney Tunes y Merrie Melodies en ese tiempo y Hittin' the Trail for Hallelujah land y otros diez cortos fueron entonces retenidos al considerarlos fuente de representaciones racistas de americanos de raza negra, que eran demasiado integrales e imposibles de editar con simples cortes como para hacerlos aceptables para las audiencias modernas. Este cortometraje nunca ha circulado en laserdisc, home video, o DVD, sin importar que sea de dominio público. Estos once cartoons mencionados conforman los llamados Censored Eleven. En los años 90 fue emitido en Chile por el canal La Red en español latino y con el título de "Abanicando la Cola"

## Créditos
- Producido por Leon Schlesinger
- Dirigido por Rudolf Ising (Sin acreditar)
- Dibujado por Isadore Freleng y Paul Smith
- Puntuación musical por Franco Marsales